# Reformationsdag
Reformationsdagen er en kirkelig mindedag tilegnet reformationen, der fejres i nogle protestantiske kirker, som oftest den 31. oktober, eftersom Martin Luther siges at have slået sine 95 teser op på kirkeporten i Wittenberg på netop denne dag.